# Sonet Records
Sonet — скандинавский лейбл, основанный в середине 1950-х годов. Кроме Скандинавии, лейбл Sonet имел филиал в Великобритании. В начале 1990-х Sonet был приобретён PolyGram, и, когда Seagram купил PolyGram и объединил его с MCA для формирования Universal Music Group, Sonet стал собственностью Universal.
В настоящее время Sonet продолжает работать в Швеции, Дании и Норвегии.

### История
Хотя официально датой создания считается 1956 г., история Sonet начинается в 1952 г. в Дании, когда Карл-Эмиль Кнудсен (дат. Karl-Emil Knudsen) решил открыть свой джаз-клуб. Он начал записывать выступления, но вместо того, чтобы реализовывать записи через какую-либо фирму звукозаписи, он решил это делать самостоятельно, организовав в 1953 году фирму Storyville. В это время деловым партнёром Кнудсена был Андерс Дируп (дат. Anders Dyrup). В 1955 между партнёрами произошёл разрыв. Чтобы конкурировать с Кнудсен, Дируп создал свой клуб и свой лейбл, названный Sonet. Первая запись для Sonet был вокал в сопровождении шестиструнной гитары и арфы, которая, впрочем, так и не была выпущена. Вскоре после этого Кнудсен и Дируп урегулировали свои разногласия и снова начали работать вместе Первая запись Sonet, выпущенная в Дании, был 10" LP с джаз-бэндом Адриана Бентсона.
В это же время, в Стокгольме, Швеция, двое молодых людей, Гуннар Бергстром (швед. Gunnar Bergström) и Свен Линдхольм (швед. Sven Lindholm) начали свой бизнес по импорту джазовых записей в Швецию. Для этого в конце 1955 года они организовали Scandinavian Record Company. Они слышали о том, что Кнудсен делал в Дании и заключили с ним сделку на реализацию записей Sonet и Storyville в Швеции. Вскоре они начали делать записи самостоятельно. Первой записью Sonet, выпущенной в Швеции, была запись трубача Яна Аллена (швед.  Jan Allen) в сопровождении Руне Офермана (швед. Rune Öfwerman), фортепиано.
Между тем в Финляндии, Гарри Орвома (фин. Harry Orvomaa) стал управляющим директором Scandia-Musiikki Oy. Он наладил связи с компаниями Бергстрма и Линдхольма в Стокгольме и Кнудсена в Копенгагене. Объединение всех четырёх скандинавских стран было завершено, когда в 1956 г. к ним присоединилась компания Эгиля Мон-Иверсена (норв. Egil Monn Iversen) в Осло. С самого начала было установлено, что все четыре компании будут сохранять свою автономию, но будут тесно сотрудничать друг с другом.
Sonet начал заключать лицензионные соглашения с другими звукозаписывающими компаниями, и был первым, кто заключил сделку с Island Records в конце 1950-х. В последующие годы, с расширением лицензионной деятельности, административный центр перемещается от датской компании к шведской, во многом из-за доминирующего положения Швеции на скандинавских рынках. Треть доходов Sonet поступила от лицензионных сделок с различными лейблами, включая Island, Chrysalis и Polar. В конце 1980-х PolyGram приобрел Island и Polar, а EMI приобрели Chrysalis, в связи с чем они прекратили свою лицензионную деятельность с Sonet. Это заставило компанию Sonet сократить свою деятельность и произвести реструктуризацию. То, что осталось от компании Sonet приобрёл PolyGram 15 октября 1991 года.

## Группа компаний Sonet в 1976
| Звукозаписывающие компании - Sonet Grammofon AB (Стокгольм, Швеция) - Sonet/Dansk Grammofon A/S (Копенгаген, Дания) - Scandia-Musiikki Oy (Хельсинки, Финляндия) - Arne Bendiksen A/S (Осло, Норвегия) - Sonet Productions Ltd. (Лондон, Великобритания) | Издательства - Sonet Music AB (Стокгольм, Швеция) - Sonet/Dansk Musik (Копенгаген, Дания) - Scandia Kustannus Oy (Хельсинки, Финляндия) - Arne Bendiksen A/S (Осло, Норвегия) - Sonet Productions Ltd. (Лондон, Великобритания) |

## Группа компаний Sonet в 1986
| Звукозаписывающие компании - Sonet Grammofon AB (Стокгольм, Швеция) - Sonet/Dansk Grammofon A/S (Копенгаген, Дания) - Sonet Norsk Grammofon A/S (Осло, Норвегия) - OY Sonet Suomi AB (Хельсинки, Финляндия) - Sonet Records Ltd. (Лондон, Великобритания) - Mute Sonet France S.A.R.L. (Париж, Франция) - Storyville Records AB (Копенгаген, Дания) | Издательства - Sonet Music AB (Стокгольм, Швеция) - Sonet/Dansk Musik (Копенгаген, Дания) - Sonet Music (N) (Осло, Норвегия) - Edition Coda Oy (Хельсинки, Финляндия) - Sonet Publishing Ltd. (Лондон, Великобритания) |

| Студии звукозаписи - Sonet Studios AB (Стокгольм, Швеция) - Studio 39 (Копенгаген, Дания) - Sonet Studio London Ltd. (Лондон, Великобритания) | Кино-, видеостудии - Sonet Film AB (Стокгольм, Швеция) - Sonet Video A/S (Копенгаген, Дания) |

| Галереи - Galleri Östermalm (Стокгольм, Швеция) - Editions Sonet AB (Стокгольм, Швеция) |

## Дизайн лейбла
Представлены несколько видов дизайна лейбла. Года указаны приблизительно. Информация взята с релизов грампластинок, поэтому возможны ошибки.

## Некоторые исполнители, записывавшиеся на Sonet
- Svend Asmussen